# Bagno di sviluppo
Nella fotografia, il bagno di sviluppo - anche detto rivelatore - ha la funzione, sia per le pellicole che per le carte, di mostrare l'immagine latente attraverso la riduzione dell'alogenuro di argento in argento metallico nero.

## Tipi di bagni
In linea generale si possono identificare due tipi di bagni:
- rivelatori per pellicola
- rivelatori per carta

I rivelatori per carta possono essere suddivisi in:
- rivelatori a tono neutro
- rivelatori a tono freddo
- rivelatori a tono caldo

Il tono dell'immagine viene spesso determinato dalla quantità di bromuro di potassio (KBr) nel rivelatore.

## Composizione
I liquidi di sviluppo sono generalmente composti di metolo (monometil-p-amminofenolo) e idrochinone (1,4-diidrossibenzene), sostanze potenzialmente tossiche, di cui ci si deve servire in aree ben ventilate. Diverso il caso di un rivelatore ecologico a base di vitamina C e fenidone, senza problemi di tossicità, come l'XTol, rivelatore per pellicola della Kodak, e il Neutol Plus, rivelatore per carta a tono neutro di Agfa.
È possibile autoprodurre un rivelatore ecologico a base di vitamina C e fenidone (1-fenil-4-pirazolidone) a partire dai singoli composti chimici in polvere, reperibili anche su internet. Il vantaggio non è solo ecologico, ma anche economico: infatti i composti chimici in polvere, se ben conservati, hanno una durata assai lunga finché non vengono sciolti in acqua.
Sono frequentemente usati come riducenti, oltre alle sostanze sopra citate, anche la p-fenilendiamina, il p-amminofenolo (per esempio nell Agfa Rodinal), il 2,4-diaminofenolo (o amidolo), la pirocatechina (1,2-diidrossibenzene), il pirogallolo (1,2,3-triidrossibenzene), la p-idrossifenilglicina. Anticamente venivano adoperati anche l'ossalato ferroso e l'acido gallico.
Nello sviluppo di pellicole invertibili, possono essere usati per ridurre anche l'alogenuro di argento non esposto (dopo il primo sviluppo e la sbianca, tramite ossidazione) anche forti riducenti, come l'idrazina e il cloruro stannoso, qualora non si volesse esporre l'emulsione alla luce e procedere con i metodi convenzionali.